# Manuel López Pellicer
Manuel López Pellicer (València, 1 de setembre de 1944) és un matemàtic i físic valencià, acadèmic de la Reial Acadèmia de Ciències Exactes, Físiques i Naturals i de la Reial Acadèmia de Cultura Valenciana.
Es llicencià en ciències físiques a la Universitat de València de 1966 i s'hi doctorà en matemàtiques el 1970. De 1968 a 1971 fou catedràtic de matemàtiques de l'Institut Benlliure de València i de 1972 a 1975 a l'Institut Luis Vives de la mateixa ciutat. El 1978 assolí la càtedra de matemàtica aplicada a la Universitat Politècnica de València, on ja hi havia estat professor d'anàlisi funcional. Ací ha treballat la topologia conjuntista i l'anàlisi funcional amb aplicacions a la teoria de la mesura. El 2006 fou elegit defensor universitari de la Universitat Politècnica de València.
L'abril de 1997 fou elegit acadèmic de la Reial Acadèmia de Ciències Exactes, Físiques i Naturals, i en va prendre possessió el 1998 amb el discurs En torno al casi centenario Análisis Funcional. En 2008 ingressà a la Reial Acadèmia de Cultura Valenciana.

## Obres[4]
- Un ejemplo de un espacio completamente regular que el k-espacio correspondiente no es completamente regular (1974)
- Sobre la existencia de topologías Tf-regulares (1978)
- Immersion in products of regular topological spaces (1983)
- Una nota sobre la propiedad de Blumberg (1984)
- A generalization of Tong’s theorem and properties of pairwise perfectly normal spaces (1985)
- A theorem of insertion and extension for normal spaces (1993)
- Una propiedad de M. Valdivia, espacios de tipo (L) y condiciones débiles de tonelación (1989)
- Compact contractive projections in continuous functions spaces (1991)
- A note on a theorem of J. Diestel and B. Faires (1992)
- Barrelled spaces of class X0 which are not totally barrelled (1993)
- On exhaustive vector measures (1994)
- Metrizable barrelled spaces (Pitman, 1995)
- Webs and bounded finitely additive measures (1997)
- On the ideal of all subsets of N of density zero (1998)
- Pták homomorphism theorem revisited
- Cantor sets of extreme points